# Kompromis. 13 opowiadań albańskich
Kompromis. 13 opowiadań albańskich (alb. Kompromisi) –  zbiór opowiadań albańskiego pisarza Ylljeta Aliçki. Po raz pierwszy książka została wydana w roku 2001, nakładem tirańskiego Wydawnictwa Onufri. W Polsce pierwsze wydanie ukazało się w roku 2002 w przekładzie Doroty Horodyskiej, nakładem Wydawnictwa Pogranicze.

## Fabuła
Pierwsze na polskim rynku literackim dzieło, które przedstawia w sposób realistyczny warunki życia w okresie rządów Envera Hodży. Zbiór opowiadań Alicki został oparty na faktach i pisany jest z perspektywy osobistych doświadczeń autora. Pierwsza część opowiadań przedstawia świat albańskiej prowincji, w której Autor występuje w postaci narratora-nauczyciela wiejskiego. Sekwencję tę zamyka ironiczny obraz pokazowej rozpaczy po śmierci E. Hodży w raporcie z pewnego przedsiębiorstwa. Druga część opowiadań przedstawia w sposób ironiczny sylwetki ludzi, dostosowujących się za wszelką cenę do życia w nowych warunkach gospodarki rynkowej. Są wśród nich: pracownik kostnicy, twórca nagrobnych epitafiów i były dyplomata zajmujący się rozdawaniem tytułów szlacheckich. Cykl opowiadań kończy historia dwojga starych ludzi, mieszkających na wsi, którzy zaproszeni na wesele do miasta doświadczają nieznanej im wcześniej bliskości.
Kompromis jest drugim zbiorem opowiadań w dorobku autora, który zadebiutował w roku 1997. W 2001 w Albanii opowiadania Aliçki uznano w Albanii za książkę roku. Został też wyróżniony w międzynarodowym konkursie Arts et Lettres de France w Bordeaux. Polski przekład książki autorstwa Doroty Horodyskiej został w Tiranie uhonorowany nagrodą Srebrnego Pióra - najwyższym wyróżnieniem, przyznawanym tłumaczom literatury albańskiej. Na kanwie trzech opowiadań ze zbioru (Hasła, Mały mężczyzna, Wiejska historia) powstał w tym samym roku film Hasła, w reż. Gjergja Xhuvaniego. Osiem lat później na podstawie jednego z opowiadań powstał film Kronika prowincjonalna, w reż. Artana Minarollego.
Promocja polskiego wydania książki odbyła się w budynku Ambasady Albanii w Warszawie, z udziałem autora i tłumaczki książki.

## Tytuły opowiadań
1. Hasła
2. Mały mężczyzna
3. Matka
4. Wiejska historia
5. Koledzy
6. Historia Bardho
7. Trzy meldunki z przedsiębiorstwa N. o bólu po śmierci Wodza
8. Adonis
9. Wyznania poety
10. Krótka historia dobrze urodzonych (prawie wirtualna)
11. Prowincjonalna historia
12. Układ
13. Mąż i żona

## Recenzje (w języku polskim)
- Katarzyna Bieńkowska, Wystarczy być, Nowe Książki 2002/12
- Miłada Jędrysik, Kompromis, Gazeta Wyborcza, 16 grudnia 2002.
- J.S., Przekrój 26 V 2002.

## Inne tłumaczenia
- 1999: Les slogans de pierre (franc.), wyd. Montpellier, ISBN 978-2-84158-130-6